# Ana Tudela
Ana Tudela Flores (Madrid, 1974) es una periodista española especializada en periodismo de investigación e información económica. En 2017, fundó junto al también periodista Antonio Delgado Datadista, un medio de comunicación especializado en periodismo de investigación y visualización de datos.

## Trayectoria
Licenciada en Periodismo por la Universidad Complutense de Madrid (UCM) en 1996, estudia Economía desde 2009 en la Universidad Nacional de Educación a Distancia (UNED). En 2000, inició su carrera como redactora en La Gaceta de los Negocios. De allí pasó, en 2005, al equipo fundador de El Economista diario en el que permaneció hasta 2007, cuando entró a formar parte de la redacción de Público. Bajo la dirección de Ignacio Escolar, Félix Monteira y Jesús Maraña, Tudela trabajó en la redacción de contenidos sobre telecomunicaciones, finanzas y macroeconomía. Tanto en El Economista como posteriormente en Público, llevó a cabo la investigación sobre la trama societaria de la Sociedad General de Autores y Editores (SGAE). Tras su paso por Público, en 2012 Tudela fue nombrada Jefa de Contenidos en la edición española de la revista financiera Forbes, en la que permaneció hasta diciembre de 2013.
En 2014, publicó su primer libro Crisis S.A. El saqueo neoliberal en el que Tudela analiza la crisis económica española desde una perspectiva crítica, mediante la que explica cómo la crisis ha sido un negocio para trasvasar recursos de la clase trabajadora a las elites económicas. Al año siguiente, en 2015, formó parte del equipo que puso en marcha El Español, periódico digital fundado por el periodista Pedro J. Ramírez, donde además trabajó en el área de Economía e Innovación Empresarial.
En 2016, Tudela lanzó Datadista junto con Antonio Delgado, un medio de comunicación especializado en periodismo de investigación y visualización de datos. Su primer trabajo en profundidad dio lugar a la publicación en 2018 del libro Playa Burbuja, una investigación de dos años sobre las consecuencias de la burbuja en el litoral mediterráneo peninsular. El libro fue financiado gracias a una campaña de crowdfunding y tuvo una importante repercusión mediática.
Además de sus colaboraciones en medios como Jot Down, Papel, Vanity Fair, Tintalibre, La Marea o Ctxt, es profesora colaboradora en diferentes Masters de periodismo de investigación, datos e innovación.

## Obra
- 2014 – Crisis S.A. El saqueo neoliberal. Ediciones Akal. Colección A Fondo. ISBN 978-84-460-3994-5.[19]
- 2018 – Playa Burbuja, un viaje al reino de los señores del ladrillo. Ana Tudela y Antonio Delgado, con prólogo de Antonio Rubio. Datadista.[11] ISBN 978-84-948865-0-8.[20]